# Aptesis corniculata
Aptesis corniculata là một loài tò vò trong họ Ichneumonidae.